# Gürkan Küçüksentürk
Gürkan Küçüksentürk (Hoorn, 27 juli 1979) is een Nederlands-Turks acteur.

## Opleiding
Küçüksentürk heeft de opleiding Sociaal Cultureel Werk afgerond en daarna de propedeuse voor Culturele en Maatschappelijke Vorming gehaald.

## Werk
Küçüksentürk werkte in verschillende theatergroepen en hij deed ook bij televisie de nodige ervaring op. Zo werkte hij voor Teleac bij programma's als Media onder het Mes, Lezen in het VMBO en Vrienden zonder grenzen. Verder speelde hij in de films Eerkwestie en de multicultikomedie Het schnitzelparadijs.
In Onderweg naar Morgen speelde Küçüksentürk in de periode 2004–2010 de rol van dokter Ilyas Cabar. Van eind 2010 tot begin 2013 vertolkte hij de rol van Sinan in de tv-serie Kinderen geen bezwaar.